# Cemanská slepice
Cemanská slepice (indonésky Ayam cemani) je plemeno slepice chované především jako bojové a nosné plemeno. Je typické díky genetické mutaci zvané fibromelanóza, kdy je černě zbarvené peří, kůže, ale i vnitřní orgány. Vejce jsou standardní krémová.

## Původ plemene
Cemanská slepice se jmenuje podle vesnice Cemani, v blízkosti města Surakarta na ostrově Jáva v Indonésii. Z popisu holadnských emigrantů je známá z 20. let 20. století. Do Evropy byla dovezena v roce 1998. V Česku se chová od roku 2010.

## Popis
Cemanská slepice se vyznačuje sytě černou barvou. Černé je nejen peří, ale také zobák, hřeben, laloky, nohy a maso. Snášená vejce jsou poměrně velká: jejich hmotnost se pohybuje okolo 45 g.
Povahově jsou tyto slepice spíše plaché a k člověku nedůvěřivé. S jinými plemeny slepic se snášejí většinou dobře.